# 링 2 (2005년 영화)
《링 2》(영어: The Ring Two, 표기는 the ring twO)는 2005년 개봉한 미국의 초자연 공포 영화이다. 2002년 영화 《링》의 후속작이며, 미국 링 시리즈의 두 번째 작품이다.
2017년 영화 《링스》로 이어진다.

## 줄거리
전편으로부터 반 년 뒤. 오레곤주 애스토리아시에선 여전히 10대 사이에 서마라 모건이 저주를 건 비디오테이프가 도는 중이다. 이 사실을 모르는 채 이 동네로 이사를 온 레이철은 편집장 맥스가 있는 더 데일리 애스토리언으로 전직한 상태이다.
10대 소년 제이크는 비디오를 시청한 지 칠일째가 되자 초조해져 여자친구 에밀리를 속여 비디오를 보게 만든다. 하지만 에밀리가 무서워서 손바닥으로 눈을 덮는 바람에 제이크는 검은 액체로부터 공격을 받아 사망한다. 제이크의 시체를 조사하던 레이철은 자신을 찾아다녔다는 서마라의 공격을 받은 뒤 제이크의 집에 몰래 들어가 비디오를 태운다.
그러나 아무 소용도 없이 아들 에이든은 텔레비전 속 서마라에게 끌려가는 악몽을 꾸고 저체온증으로 체온 34도를 기록한다. 레이철과 에이든이 군 농산물·가축 품평회에 들렸다가 돌아오는 길에 서마라에게 씌인 야생 사슴들이 떼로 차를 공격하기도 한다. 에이든은 서마라처럼 물을 두려워하기 시작한다.
에이든의 몸에서 서마라가 만든 멍을 발견하고 아동 학대를 의심한 정신과 의사 에마는 에이든과 레이철을 격리시킨다. 레이철은 단서를 찾고자 다시 모에스코섬을 찾아 서마라가 유아 때 익사시키려 했다는 서마라의 친모 에벌린을 만난다. 서마라에게 잠식된 에이든은 에마의 정신을 조종해 자살하게 만든 뒤 맥스의 집으로 돌아온다. 맥스마저 기존 비디오 희생자들과 유사한 모습으로 사망하자 레이철은 에이든/서마라에게 몰래 수면제를 먹이고 욕조에 채운 물 속에 담궈 에이든의 몸에서 서마라의 악령을 빼낸다.
서마라는 텔레비전 속으로 들어간 뒤 레이철을 단색 화면 세계로 끌어들인다. 서마라가 죽었던 우물에서 깨어난 레이철은 우물 뚜껑이 항상 조금 열려있어 그 틈으로 서마라가 빠져나올 수 있었다는 걸 깨닫고 벽을 기어올라 뚜껑을 닫고 애나가 자살했던 절벽에서 뛰어내려 에이든이 있는 실재계로 돌아온다.

## 출연
- 나오미 와츠 - 레이철 켈러 역
- 데이비드 도프먼 - 에이든 켈러 역
- 사이먼 베이커 - 맥스 로크 역
- 켈리 스테이블스 - 서마라 모건 역
  - 더베이 체이스 - 생전 모습
- 시시 스페이섹 - 에벌린 보든 역
  - 메리 엘리자베스 윈스테드 - 에벌린 보든 아역
- 엘리자베스 퍼킨스 - 에마 템플 정신과의 역
- 게리 콜 - 마틴 새비드, 부동산 중개업자 역
- 라이언 메리먼 - 제이크 피어스 역
- 에밀리 밴캠프 - 에밀리 역
- 켈리 오버턴 - 베치 역

## 우리말 녹음
KBS 성우진 (2007년 8월 4일)
- 소연 - 레이철 켈러(나오미 와츠)
- 김일 - 맥스 로크(사이먼 베이커)
- 차명화 - 에이든 켈러(데이비드 도프먼)
- 안경진 - 템플 의사(엘리자베스 퍼킨스)
- 서문석 - 마틴(게리 콜) / 경찰(마이클 뎀프시)
- 김희선 - 에벌린(시시 스페이섹) / 에밀리의 엄마(매릴린 매킨타이어)
- 원호섭 - 정신 병원 경비원(빅터 매케이)
- 민지 - 입양 관리국 직원(샤네이 존슨)
- 김혜주 - 어린 에벌린(메리 엘리자베스 윈스테드) / 기자(켈리 오버턴)
- 윤동기 - 제이크(라이언 메리먼)
- 서지연 - 에밀리(에밀리 밴캠프)
- 손정성 - 에밀리의 아버지(쿠퍼 손턴) / 기자(제시 버치)